# 拉曼氏魮
拉曼氏魮（学名：Barbus lamani）為輻鰭魚綱鯉形目鯉科魮屬的其中一個種。該物種於1920年由Einar Lönnberg和Carl Hialmar Rendahl描述，主要分布於非洲剛果河下游流域，體長可達10.2公分。

## 扩展阅读
維基物種上的相關：拉曼氏魮